# Nikolausweiher
Der Nikolausweiher (oder: St. Nikolaus-Weiher) ist ein Weiher im Großrosselner Ortsteil St. Nikolaus, Saarland.

## Lage
Der Weiher liegt im Warndt zwischen den Großrosselner Ortsteilen St. Nikolaus und Karlsbrunn.

## Geschichte
Der Weiher wurde im Spätmittelalter angelegt. Er diente den damals ansässigen Benediktinermönchen als Fischweiher und zum Betrieb einer Mühle. Nach der Reformation zogen die Mönche fort.

## Freizeitmöglichkeiten
Der Weiher liegt am Saarland-Rundwanderweg und ist ein beliebtes Ziel von Wanderungen durch den Warndt.